# ترمز زمان
ترمز زمان (به انگلیسی: Time Lock) فیلمی محصول سال ۱۹۵۷ و به کارگردانی جرالد توماس است. در این فیلم بازیگرانی همچون رابرت بیتی، لی پترسون، بتی مک داول، وینسنت وینتر و شان کانری ایفای نقش کرده‌اند.